# Gymnostomum keniae
Gymnostomum keniae là một loài rêu trong họ Pottiaceae. Loài này được P. de la Varde mô tả khoa học đầu tiên năm 1953.